# Talonneur (rugby à sept)
Pour les articles homonymes, voir Talonneur.
Au rugby à sept, le talonneur (numéro 2 ou poste 2, en anglais : hooker) est l'un des sept postes habituels d'une équipe. Avec les deux piliers, ils forment ensemble les avants et la mêlée.

## Description du poste
Contrairement au poste de talonneur en rugby à XV, il n'effectue pas de lancer en touche, cette fonction incombe au demi de mêlée, mais il doit cependant « lifter » (soulever) le sauteur lors de cette phase,.
En phase de mêlée, entouré des deux piliers, il a la tâche d'essayer de ramener le ballon à son équipe,.

## Joueurs emblématiques
Voici une liste, non-exhaustive, de quelques joueurs évoluant au poste de talonneur :
- Willy Ambaka
- Levani Botia
- Manoël Dall'igna
- Chris Dry
- Andrew Durutalo
- Zack Test
- Jasa Veremalua